# Mac & Devin Go to High School
| Оценки критиков      | Оценки критиков |
| Источник             | Оценка          |
| -------------------- | --------------- |
| The A.V. Club        | (B+)            |
| Allmusic             | [ 2 ]           |
| Consequence of Sound | [ 3 ]           |
| DJBooth              | [ 4 ]           |
| The Boston Globe     | (favourable)    |
| HipHopDX             | [ 6 ]           |
| Los Angeles Times    | [ 7 ]           |
| The New York Times   | (favourable)    |
| Rolling Stone        | [ 9 ]           |
| Spin                 | (7/10)          |
| XXL                  | (M)             |

Mac & Devin Go to High School — совместный саундтрек американских рэперов Snoop Dogg и Wiz Khalifa к их совместному фильму «Мак и Девин идут в среднюю школу». Саундтрек вышел 13 декабря 2011 года через лейбл Atlantic Records.

## Об альбоме
Snoop Dogg объявил о планах выпуска фильма и саундтрека к нему одновременно с Wiz Khalifa ещё в январе, с выходом песни «That Good», первоначально предназначенной как первый сингл. Snoop Dogg описал саундтрек так: "Это то, что вас расслабит. Здесь некоторые реально хорошие треки, мне даже не придется говорить о них… ", — сказал Snoop Dogg.
«Young, Wild & Free» стал первым синглом с саундтрека при участии Bruno Mars. Продюсером сингла стал The Smeezingtons. Сингл вышел 11 октября 2011 года. В первую неделю выхода было продано 159000 цифровых копий, позже дебютировав под номером 10 в Billboard Hot 100, и под номером 44 в Canadian Hot 100. Видеоклип к синглу вышел 19 октября 2011 года.
Альбом дебютировал под номером 29 в чарте Billboard 200 США, его тираж составил 38000 копий в первую неделю В феврале 2012 альбом продался 107000 копий в США. В Канаде альбом дебютировал под номером 96. 8 августа 2012 года альбом продался 140500 копии в США.

## Список композиций
| №   | Название                                           | Автор(ы)                                                                                       | Продюсер(ы)                        | Длительность |
| --- | -------------------------------------------------- | ---------------------------------------------------------------------------------------------- | ---------------------------------- | ------------ |
| 1.  | «Smokin’ On» (featuring Juicy J)                   | Calvin Broadus, Cameron Thomaz, Jordan Houston, Christopher Golson                             | Drumma Boy                         | 4:28         |
| 2.  | «I Get Lifted»                                     | Broadus, Thomaz, Warren Griffin, LaToiya Williams                                              | Warren G                           | 4:52         |
| 3.  | «You Can Put It in a Zag, I’mma Put It in a Blunt» | Broadus, Thomaz, Aleksander Manfredi                                                           | Exile                              | 3:19         |
| 4.  | «6:30»                                             | Broadus, Thomaz, Dominic Lamb, Brian Holland, Eddie Holland                                    | Nottz                              | 4:10         |
| 5.  | «Talent Show»                                      | Broadus, Thomaz, Jesse Wilson, Anthony Reyes                                                   | Jesse "Corparal" Wilson            | 4:35         |
| 6.  | «Let’s Go Study»                                   | Broadus, Thomaz, Jacob Dutton                                                                  | Jake One, Soopafly (co.)           | 4:05         |
| 7.  | «Young, Wild & Free» (featuring Bruno Mars)        | Broadus, Thomaz, Peter Hernandez, Philip Lawrence, Ari Levine                                  | The Smeezingtons                   | 3:27         |
| 8.  | «OG» (featuring Curren$y)                          | Eric Dan, Jeremy Kulousek, Thomaz, Broadus, Shante Franklin                                    | I.D. Labs                          | 4:58         |
| 9.  | «French Inhale» (featuring Mike Posner)            | Broadus, Thomaz, Wishkoski, Dutton, Michael Posner, O'Kelly Isley, Ronald Isley, Rudolph Isley | Jake One                           | 2:39         |
| 10. | «It Could Be Easy»                                 | Broadus, Thomaz, Dopson, Asghedom                                                              | Larrance Dopson of 1500 or Nothin’ | 6:01         |
| 11. | «World Class»                                      | Broadus, Thomaz, Ronald LaTour                                                                 | Cardo                              | 3:30         |
| 12. | «That Good»                                        | Broadus, Thomaz, LaTour                                                                        | Cardo                              | 3:48         |
| 13. | «High School» (bonus track)                        | Broadus, Thomaz, Dopson                                                                        | Larrance Dopson of 1500 or Nothin’ | 3:28         |
| 14. | «Dev’s Song» (pre-order only)                      | Thomaz, Dan, Kulousek                                                                          | I.D. Labs                          | 4:30         |